# Xã Deer Creek, Quận Phillips, Kansas
Xã Deer Creek (tiếng Anh: Deer Creek Township) là một xã thuộc quận Phillips, tiểu bang Kansas, Hoa Kỳ. Năm 2010, dân số của xã này là 66 người.